# Rameez Junaid
Rameez Junaid (ur. 25 maja 1981) – australijski tenisista pochodzenia pakistańskiego.

## Kariera tenisowa
Jako zawodowy tenisista Junaid pierwszy finał zawodów rangi ATP World Tour w grze podwójnej osiągnął w parze z Michalem Mertiňákiem, w lipcu 2014 roku w Gstaad. Pierwszy deblowy tytuł wywalczył w 2015 roku w Casablance razem z Adilem Shamasdinem, pokonując w meczu mistrzowskim Rohana Bopannę i Florina Mergeę 3:6, 6:2, 10–7.
W rankingu gry pojedynczej Junaid najwyżej był na 293. miejscu (20 października 2008), a w klasyfikacji gry podwójnej na 62. pozycji (20 kwietnia 2015).

### Finały w turniejach ATP World Tour
| Nazwa                       |
| --------------------------- |
| Wielki Szlem                |
| Igrzyska olimpijskie        |
| ATP World Tour Finals       |
| ATP World Tour Masters 1000 |
| ATP World Tour 500          |
| ATP World Tour 250          |

#### Gra podwójna (1–1)
| Końcowy wynik | Nr | Data             | Turniej    | Nawierzchnia | Partner         | Przeciwnicy                 | Wynik finału   |
| ------------- | -- | ---------------- | ---------- | ------------ | --------------- | --------------------------- | -------------- |
| Finalista     | 1. | 27 lipca 2014    | Gstaad     | Ceglana      | Michal Mertiňák | Andre Begemann Robin Haase  | 3:6, 4:6       |
| Zwycięzca     | 1. | 11 kwietnia 2015 | Casablanca | Ceglana      | Adil Shamasdin  | Rohan Bopanna Florin Mergea | 3:6, 6:2, 10–7 |